# ¡Basta Ya!
¡Basta Ya! (en basque : « Aski da! », en français : « Ça suffit ! ») est une initiative citoyenne espagnole engagée activement pour la défense des droits de l’homme, de la démocratie,  de l'état de droit, de la concorde et de la tolérance au Pays basque.
Ses membres, d’idéologies diverses, sont unis autour de trois principes :
- s’opposer activement au terrorisme,
- aider toutes les victimes du terrorisme et de la violence politique,
- préserver l’État de droit, représenté par la Constitution et le Statut de l’Autonomie.

En 2000 elle reçoit le prix Sakharov pour la liberté de l'esprit.
En mars 2002, Fernando Savater, porte-parole de l’initiative, a déclaré devant la commission des affaires étrangères que, après 25 ans de combat quotidien, la population n’en peut plus et que, ces 10 dernières années, 10 % de la population ont déjà quitté le pays basque.
En juillet 2004, l'association s’est vu concéder le statut d’organe consultatif du Conseil économique et social des Nations unies.